# Halowe Mistrzostwa Europy w Lekkoatletyce 1984 – skok o tyczce mężczyzn
Skok o tyczce mężczyzn – jedna z konkurencji technicznych rozgrywanych podczas halowych lekkoatletycznych mistrzostw Europy w hali Scandinavium w Göteborgu. Rozegrano od razu finał 4 marca 1984. Zwyciężył reprezentant Francji Thierry Vigneron, który ustanowił nieoficjalny halowy rekord świata wynikiem 5,85 m. Tytułu zdobytego na poprzednich mistrzostwach nie bronił Władimir Polakow ze Związku Radzieckiego.

## Rezultaty
Rozegrano od razu finał, w którym wzięło udział 15 skoczków.

Opracowano na podstawie materiału źródłowego.
| Poz. | Zawodnik            | Reprezentacja  | 5,20 | 5,30 | 5,40 | 5,50 | 5,55 | 5,60 | 5,65 | 5,70 | 5,75 | 5,80 | 5,85 | 5,90 | 6,00 | Wynik | Uwagi |
| ---- | ------------------- | -------------- | ---- | ---- | ---- | ---- | ---- | ---- | ---- | ---- | ---- | ---- | ---- | ---- | ---- | ----- | ----- |
| 01 ! | Thierry Vigneron    | Francja        | –    | –    | o    | –    | –    | o    | –    | o    | –    | xo   | o    | –    | xx–  | 5,85  | WR    |
| 02 ! | Pierre Quinon       | Francja        | –    | –    | xo   | –    | –    | o    | –    | –    | o    | –    | –    | xxx  |      | 5,75  |       |
| 03 ! | Aleksandr Krupski   | ZSRR           |      |      |      |      |      |      |      |      |      |      |      |      |      | 5,60  |       |
| 4.   | Gerhard Schmidt     | RFN            | o    | –    | xxo  | –    | o    | –    | xxx  |      |      |      |      |      |      | 5,55  |       |
| 5.   | Peter Volmer        | RFN            | –    | xo   | –    | o    | –    | xxx  |      |      |      |      |      |      |      | 5,50  |       |
| 6.   | Marian Kolasa       | Polska         |      |      |      |      |      |      |      |      |      |      |      |      |      | 5,50  |       |
| 7.   | Mariusz Klimczyk    | Polska         |      |      |      |      |      |      |      |      |      |      |      |      |      | 5,40  |       |
| 8.   | Philippe Houvion    | Francja        |      |      |      |      |      |      |      |      |      |      |      |      |      | 5,30  |       |
| 8.   | Alberto Ruiz        | Hiszpania      |      |      |      |      |      |      |      |      |      |      |      |      |      | 5,30  |       |
| 8.   | Miro Zalar          | Szwecja        |      |      |      |      |      |      |      |      |      |      |      |      |      | 5,30  |       |
| 11.  | Kimmo Pallonen      | Finlandia      |      |      |      |      |      |      |      |      |      |      |      |      |      | 5,30  |       |
| 12.  | František Jansa     | Czechosłowacja |      |      |      |      |      |      |      |      |      |      |      |      |      | 5,20  |       |
| 12.  | Viktor Drechsel     | Włochy         |      |      |      |      |      |      |      |      |      |      |      |      |      | 5,20  |       |
| 14.  | Asko Peltoniemi     | Finlandia      |      |      |      |      |      |      |      |      |      |      |      |      |      | 5,20  |       |
| 15.  | Sigurður Sigurðsson | Islandia       |      |      |      |      |      |      |      |      |      |      |      |      |      | 5,20  |       |